# 毒茶事件
毒茶事件（どくちゃじけん）とは、1898年、流罪中であった大韓帝国（李氏朝鮮）の元ロシア語通訳官、金鴻陸が大韓帝国の皇帝高宗を毒入りのコーヒーで暗殺しようとして発覚し、死罪に処せられた事件。高宗・皇太子暗殺未遂事件（こうそう・こうたいしあんさつみすいじけん）あるいは茶毒事件（ちゃどくじけん）とも称する。

## 背景
1897年10月、朝鮮王国の国王高宗は国号を「大韓」に改めたが、それに先立つ9月、ロシア帝国は駐韓公使をカール・イバノビッチ・ヴェーバー（ウェーバー）からアレクセイ・ニコラビッチ・シュペイエル（スペイヤー）へと交代させた。新任のシュペイエル公使は朝鮮の財政権を掌握するため、1897年11月、英国人財政顧問のジョン・マクレヴィ・ブラウンを解雇して自国人に代えることを強要する度支顧問事件を起こす一方、1898年2月には、釜山南方の絶影島の租借権を韓国政府に承認させた（絶影島問題）。こうした強引な主権侵害行為には日本帝国・イギリスが反発したのみならず、韓国国内でも排露派勢力の台頭をまねいた。
徐載弼らの独立協会は、1898年3月に開かれた漢城府（現、ソウル特別市）市民による万民共同会（街頭大衆集会・公開討論会）に支えられ、救国上疏の反露運動を展開し、ロシア人軍事教官・財政顧問の解任と、露韓銀行の撤収などを韓国政府に迫った。この運動の高まりは政府を動かし、韓国政府はシュペイエル公使にロシア人教官・顧問を継続雇用しないことを通告した。その結果、ロシアは軍事教官や財政顧問を本国に引き上げた。4月、日本帝国外相の西徳二郎とロシア外相ロマン・ローゼンは、相互に韓国の独立を認め、日露双方が韓国に干渉しないことを約束しあう「西・ローゼン協定」を結んだ。
ロシアの後ろ盾を失った高宗の身辺にはさまざまな脅威がふりかかった。1898年7月には、独立協会会長の安駉寿が現役軍人・退役軍人を買収して、皇帝の譲位を計画した事件（高宗譲位計画事件）が起こっており、一方、この頃、独立協会のメンバーが中心となって上述の万民共同会が組織され、漢城周辺に限られてはいたものの、国家の自主独立とともに人民の自由民権がおおいに高唱されていた。毒茶事件は、こうしたなか、1898年9月に起こった事件である。

## 事件

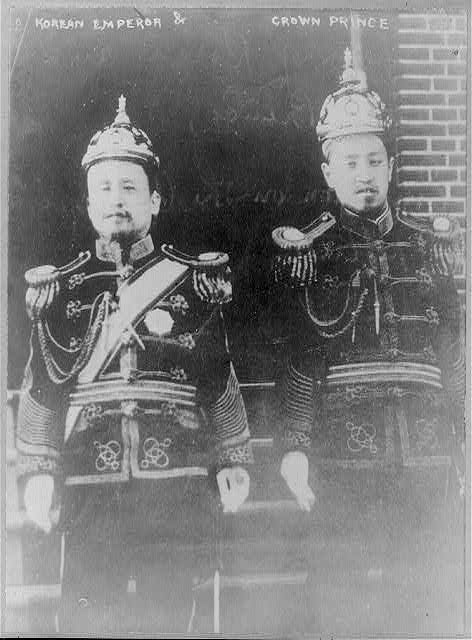
高宗と皇太子（純宗）

咸鏡道出身の金鴻陸（生年不詳）は、ウラジオストクなど沿海州と朝鮮のあいだを行き来してロシア語を身につけ、朝鮮王朝より通訳官として採用された親ロシア派の人物である。1894年から翌年にかけて、ロシア駐在朝鮮国公使の李範晋（のち元農商工部大臣）と朝鮮駐在ロシア公使のヴェーバーが条約を結ぶ際、朝鮮側では唯一のロシア語通訳として活躍した。1895年には李範晋・李采淵・安駉寿などとともに春生門事件に加わったことがあり、1896年の露館播遷時には秘書院丞でありながら高宗とヴェーバーの間の通訳をおこなった。高宗からの信任の厚い人物であったが、ロシアの勢威を信じ切っており、権力を濫用して民衆から糾弾されることもあった。親露政権下では、尹庸善大臣より学部協弁への昇進を受けたが、1898年の親露派の没落にともない、官職を失った。3月7日には金鴻陸謀殺未遂事件が起こっている同年8月23日、ロシアとの通商に際して着服した疑いで流刑の詔勅が出され、8月25日、全羅南道の黒山島への配流が決定した。
金鴻陸は、流罪にされたことで高宗を恨み、高宗の誕生日に自身の腹心である孔供植に高宗と皇太子（のちの純宗）の毒殺を指示した。
1898年9月11日夜10時頃、高宗と皇太子が宮殿での晩餐の際に吐き気をもよおし、皇太子の方は倒れ、人事不省に陥った。高宗は、日ごろからコーヒーを愛飲していたが、このときは匂いの異変に気づいてほとんど口をつけなかったが、皇太子は誤って半椀ほど飲んでしまった。また、同じコーヒーを飲んだ内侍7名、女官3名、別入侍1名にも同様の中毒症状がみられた。死者はなかったが、皇太子には障害が残った。事態を重くみた韓国の宮内大臣は、警務庁に命じて閣監庁（大膳部）の庖厨14名を拘束し、取調をおこなった。
取調の結果、免職になっていた金鍾和という人物が浮かび上がった。金鍾和は、前典膳司主事の孔昌徳より1,000元の報酬を受ける約束でコーヒーに毒物を混入したと自白した。そして孔昌徳は、金鴻陸から協弁職を受ける約束で、毒入りの飲料により高宗を殺害するよう指示され、金鍾和を買収して犯行に及ばせたと自供したのである。
これにより、9月14日、孔昌徳、および金鍾和とその妻が逮捕され、その他の庖厨はすべて監獄に移された。この時点では、流刑地に移動中であった金鴻陸は仁川で逮捕される手はずとなっており、実際に逮捕されたのは14日を過ぎてからであった。最終的には金鴻陸も自供し、コーヒーに混入された毒物は「砒石」（アヘンまたはヒ素化合物）であると判明した。
1898年10月10日朝、金鴻陸は孔昌徳、金鍾和とともに絞首刑に処せられ、死体は漢城の鍾路にさらされた。この事件はまた、国家の自主独立と国民の自由民権を唱える独立協会の知るところとなり、独立協会、皇国中央総商会、万民共同会などによってよって強く指弾されることとなった。これらの団体が中心となって民主政治の実現が強く求められ、高宗と政府に対し猛烈な批判がなされた。外勢に依存しすぎる高宗の政治姿勢がこうした毒殺未遂事件を発生させたのであり、こうした状況を打破するためには帝権の制限と民主の実現が急務であると主張したのである。

## 皇太子の後遺症

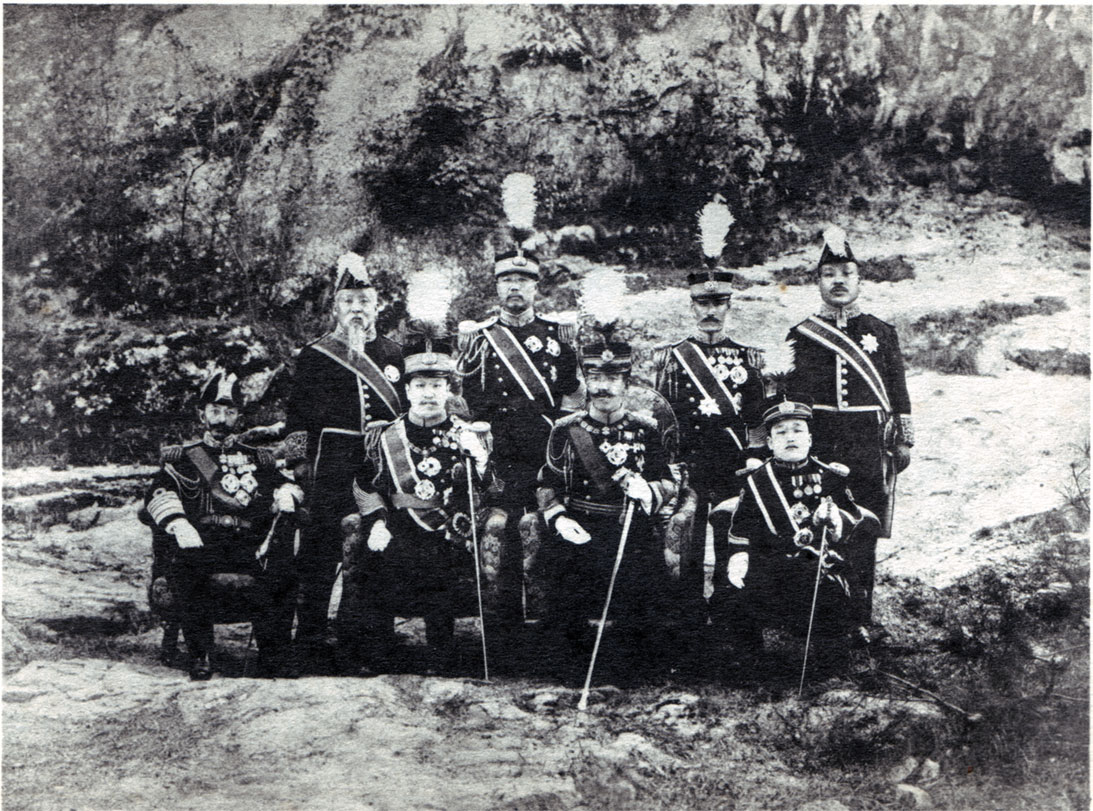
純宗（前列右から3人目）と訪韓時の日本皇太子嘉仁親王一行（1907年）
----
右から、異母弟の李垠（韓国皇太子）・大正天皇（当時は皇太子）・純宗（大韓皇帝）・有栖川宮威仁親王

人事不省の重態となった皇太子の李坧（母は閔妃）は当時24歳であったが、この事件により知能障害を起こし、判断能力を失った。1907年に父高宗が万国平和会議に密使を送ったハーグ密使事件後、高宗は伊藤博文によって強制的に退位させられ、代わりに純宗として即位した。最後の大韓皇帝となった純宗は父とは対照的に、日本に対して従順であり、即位式においても髪を絶ち、日本風の大元帥服を着用した。